# Ecothera insignis
Ecothera insignis är en insektsart som beskrevs av Melichar 1915. Ecothera insignis ingår i släktet Ecothera och familjen spottstritar. Inga underarter finns listade i Catalogue of Life.